# Melanagromyza elongata
Melanagromyza elongata är en tvåvingeart som beskrevs av Spencer 1959. Melanagromyza elongata ingår i släktet Melanagromyza och familjen minerarflugor.
Artens utbredningsområde är Zimbabwe. Inga underarter finns listade i Catalogue of Life.